# Nanpara
Nanpara is een stad en gemeente in het district Bahraich van de Indiase staat Uttar Pradesh. 

## Demografie
Volgens de Indiase volkstelling van 2001 wonen er 42.771 mensen in Nanpara, waarvan 53% mannelijk en 47% vrouwelijk is. De plaats heeft een alfabetiseringsgraad van 50%.